# مركز المواد المتقدمة
مركز المواد المتقدمة (كام) هو معهد مظلة منظمة الذي يستضيف أعضاء هيئة التدريس والباحثين المشاركين في بحوث المواد. يوفر الفرص للمشاريع البحثية التعاونية بين الأكاديميين وخبراء الصناعة وكذلك بين أعضاء هيئة التدريس والطلاب. يعمل مركز المواد المتقدمة تحت مكتب نائب رئيس جامعة قطر للأبحاث. يواصل المركز توسيع نطاق أبحاثه على الصعيدين الوطني والدولي من خلال إنشاء مجموعة متنوعة من البرامج البحثية. من أجل تسهيل هذا النوع من البحوث رفيعة المستوى ومرافقها ورفع مستواها باستمرار مع تركيب المعدات الجديدة الرئيسية التي لديها إلى أحدث التقنيات. يعتزم أن يكون له ابتكارات أكثر إشراقا وذات حدود أقل في مجالات علوم المواد والهندسة للمساعدة في بناء مجتمع مستدام وفقا لرؤية قطر الوطنية 2030 والمساهمة في التقدم الاقتصادي من خلال تطوير مواد متقدمة للتكنولوجيات الجديدة وخفض التكلفة وتعزيز أداء التكنولوجيات الأكثر استقرارا.
يعالج المركز المشاكل والتحديات والفرص التي تواجه دولة قطر في مجال معالجة الغاز الطبيعي. يركز المركز على موضوعين رئيسيين هما إدارة الأصول وتحسين العمليات والتنمية المستدامة. تم تصميم الخدمات التي يقدمها المركز لتلبية احتياجات وتحديات كل من جامعة قطر والصناعات القطرية. تشمل هذه الخدمات:
- مشاريع البحوث التطبيقية / الاستشارات.
- التدريب المهني والحلقات الدراسية.
- ندوة معالجة الغاز نصف السنوية.
- إدارة المعلومات / المكتبة.

## مجموعات البحث
تجمع مجموعات البحث في مركز المواد المتقدمة على نطاق واسع في المجالات التالية: المعادن والمواد المستدامة والتآكل ومواد البوليمر وموارد الطاقة المتجددة.

## المرافق

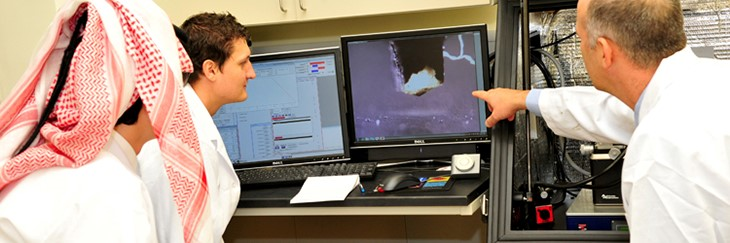
مرافق المركز.

قام مركز المواد المتقدمة مؤخرا بتثبيت معدات فريدة للتحقيق وتحديد الخواص الميكانيكية للمواد في الوضع الديناميكي.

## الاعتماد
مركز العلوم البيئية (إي أس سي) ومركز المواد المتقدمة (كام) ووحدة المختبرات المركزية (سي إل يو) معتمدة للمعايير الدولية أيزو 17025: 2005 (المتطلبات العامة لكفاءة مختبرات الفحص والمعايرة) من قبل الجمعية الأمريكية للمختبر الاعتماد.

## الموظفون
الباحثون في مركز المواد المتقدمة لديهم خلفيات مختلفة بما في ذلك علوم المواد والكيمياء والفيزياء وعلم الأحياء والهندسة وغيرها من المجالات ذات الصلة.

## البيرق

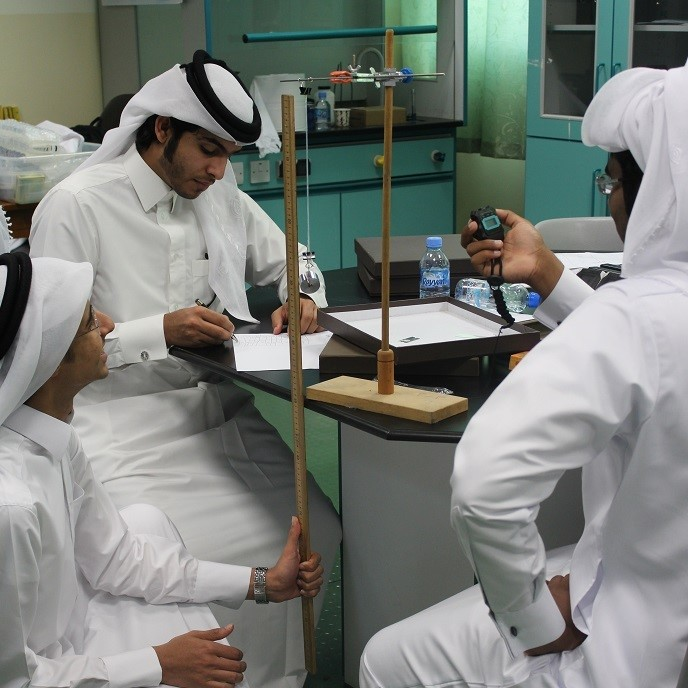
البيرق

البيرق هو مشروع تعليمي غير هادف للربح يقوم به مركز المواد المتقدمة (كام) في جامعة قطر ويقع في الدوحة، قطر. يقدم البيرق لطلاب المدارس الثانوية منهجا يركز على العلوم والتكنولوجيا والهندسة والرياضيات إلى جانب مكونات قوية للمهارات الناعمة. يعمل طلاب البيرق في فرق مع العلماء على مستوى الجامعة حول المشاكل العلمية في سياقات أصيلة. أي طالب في المدارس الثانوية القطرية (المستقلة والدولية) بغض النظر عن الجنس أو الجنسية أو الوضع الاجتماعي أو الاقتصادي أو الاحتياجات الخاصة مؤهل للمشاركة.